# Grande Rivière à Goyaves
Grande Rivière à Goyaves är ett vattendrag i Guadeloupe (Frankrike). Det ligger i den centrala delen av Guadeloupe, 40 km norr om huvudstaden Basse-Terre.